# Vasilis Kondogiannopoulos
Vasilis Kondogiannopoulos (Grieks: Βασίλης Κοντογιαννόπουλος) (Amaliada, 7 september 1942) is een Grieks politicus en oud-minister van Onderwijs en Industrie, Energie en Handel.

## Levensloop
Kondogiannopoulos volgde middelbaar onderwijs aan de  Varvakios Principle High School en studeerde rechten aan de Universiteit van Athene. Hierna volgde hij een postdoctorale studie  in het internationaal handelsrecht en Europese Studies bij het Center for European Studies in Parijs. Na de val van de het Kolonelsregime keerde Kondogiannopoulos terug naar Griekenland en werd daar in 1974 gekozen in het parlement als vertegenwoordiger van het departement Ilia voor Nea Dimokratia. Dit op uitnodiging van Kostas Karamanlis, een vriend die hij nog van zijn tijd in Parijs kende.
In 1976 werd hij minister van onderwijs in het kabinet van Kostas Karamanlis en later in het kabinet van Georgios Rallis en Tzannis Tzannetakis. Hij was staatssecretaris in het kabinet van Konstandinos Simitis en minister van Onderwijs en minister van Industrie in het kabinet van Konstandinos Mitsotakis. In 1998 werd hij uit Nea Dimokratia gestoten. In2000 sloot hij zich aan bij PASOK maar in 2004 trad hij weer uit deze partij Hij was een van de oprichters van de partij Drasi (Δράση). Deze partij haalde echter nimmer de kiesdrempel.

## Studentenopstand

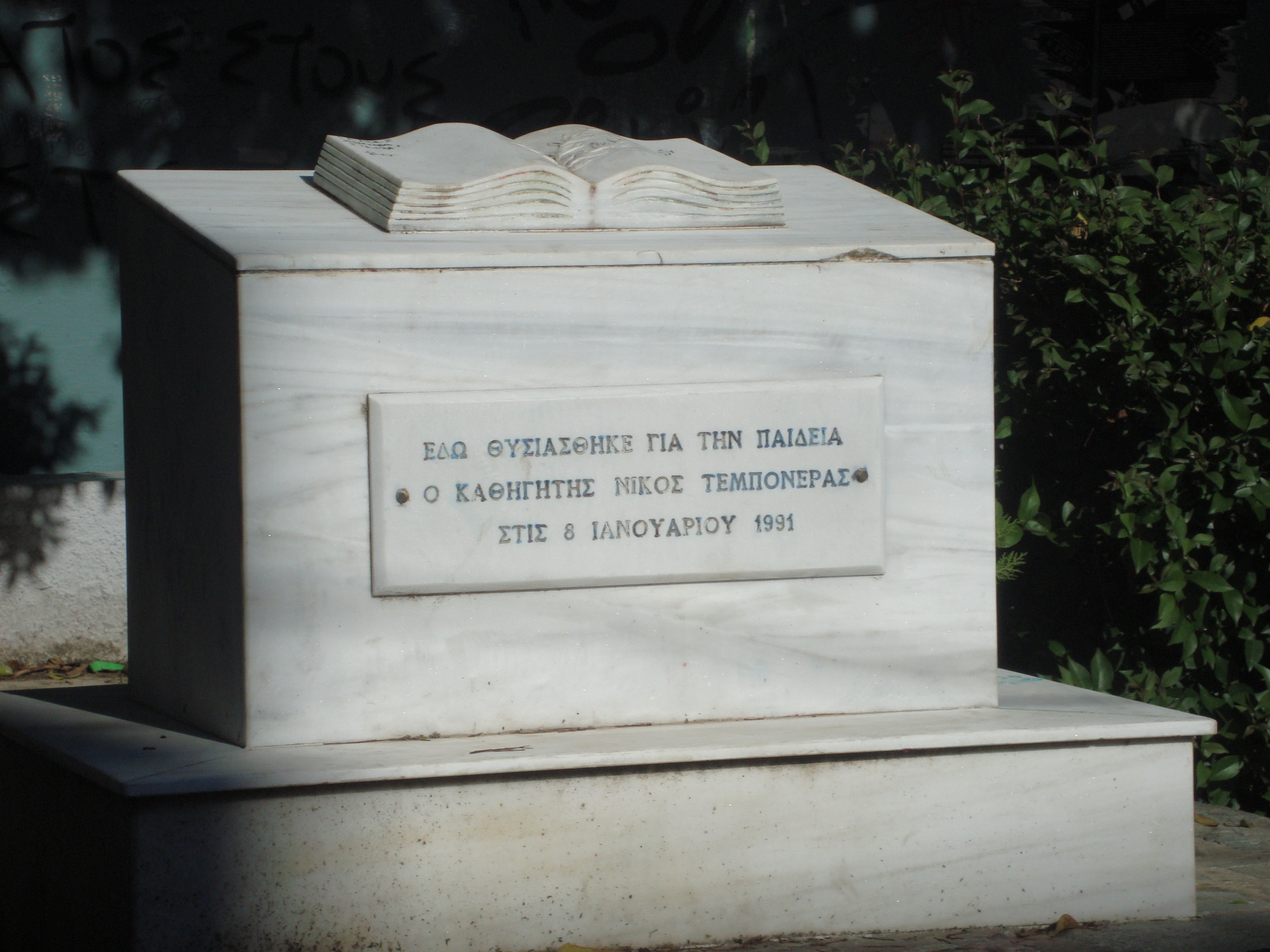
Monument ter nagedachtenis aan Nikos Temponeras in 1991 te Patras.

Kondogiannopoulos is vooral bekend door de verregaande (controversiële) hervormingen die hij wilde doorvoeren in het onderwijs die uitmondde in de grote studentenopstand in 1991 waarbij uiteindelijk 5 doden vielen.  Ook bezetten studenten  enkele maanden van de universiteit van Athene. Deze bezetting was naar aanleiding van de dood in november 1990 van de wiskundedocent Nikos Temponeras, het eerste slachtoffer wat in Patras viel. De vier overige doden vielen in Athene. De wetten die hij wilde invoeren behelsde o.a. vermindering van het aantal vakantiedagen, puntenteling voor gedrag van leerlingen buiten de onderwijsinstelling, afschaffen gratis schoolboeken, verplicht kerkbezoek en afschaffing van het asiel op de campus van de universiteiten. (in Griekenland is het de politie verboden op de campus van een universiteit te komen zonder uitdrukkelijke toestemming van de rector magnificus) Kondogiannopoulos moest naar aanleiding van deze zware incidenten aftreden en de omstreden wetten werden ingetrokken.

## Persoonlijk leven
Kondogiannopoulos is getrouwd met Matilda Manolikakis en heeft een dochter.